# Mendizábal (Álava)
Mendizábal (en euskera y oficialmente Mendizabal) era una localidad española que estaba situada en el municipio de Gamboa, provincia de Álava, País Vasco.

## Despoblado
Formaba parte de la localidad una fracción de los despoblados de:
- Arguillana.[2]
- Arina.[2]

## Historia
Hacia mediados del siglo XIX, el lugar, por entonces perteneciente al ayuntamiento de Gamboa, tenía contabilizada una población de 42 habitantes. Aparece descrito en el undécimo volumen del Diccionario geográfico-estadístico-histórico de España y sus posesiones de Ultramar de Pascual Madoz con las siguientes palabras:

MENDIZABAL: l. del ayunt. de Gamboa, en la prov. de Alava (á Vitoria 2 leg.), part. jud. de Salvatierra (3 1/2), aud. terr. de Burgos (22), c. g. de las Provincias Vascongadas, dióc. de Calahorra (19): sit. en las márg. del Zadorra parte tocando á este r. y parte en una altura; le combate el viento N. que hace su clima frio, y se padecen constipados. Tiene 7 casas, igl. parr. (San Pedro Apóstol) servida por un beneficiado, y para el surtido del vecindario una fuente de aguas potables. Confina el térm. N. Salinas (Guipúzcoa); E. Nanclares; S. Arroyave, y O. Landa; estendiéndose 1/2 leg. de N. á S., y 1/4 de E. á O. y comprendiendo dentro de su radio un monte titulado Olacosta, poblado de robles. El terreno es de mediana calidad: le atraviesa el mencionado rio con un puente de piedra sillar. prod.: trigo, avena, patatas, maiz y mistos; cria de ganado caballar, vacuno, lanar y de cerda, caza de perdices, codornices y liebres; pesca de barbos truchas y anguilas. pobl.: 5 vec., 30 alm. riqueza y contr. con su ayunt. (V.)
(Madoz, 1848, p. 376)

El 10 de mayo de 1957, a causa de la construcción del embalse de Ullíbarri-Gamboa, la mayoría de su superficie quedó sumergida bajo las aguas y el resto pasó a formar parte del municipio de Arrazua-Ubarrundia.

## Demografía
| Gráfica de evolución demográfica de Mendizábal entre 1802 y 2017                 |
|                                                                                  |
| Población de derecho según los censos de población de la Enciclopedia Auñamendi. |